# Меныпутин, Николай Александрович
Николай Александрович Меныпутин (1899—1951) — русский советский театральный художник.
Критики единодушно отмечают как выдающуюся работу — декорации к спектаклю «Любовь Яровая» по пьесе К. А. Тренева в Малом театре, режиссёры И. С. Платон и Л. М. Прозоровский (1926). Оформил также спектакли: «Декабристы» — совместно с Петровским, Сапегиным, опера В. Золотарёва, 1925, Большой театр; «Наследие времён» (режиссёр Платон, 1927, Малый театр);«1917 год» Суханова и И. С. Платона (режиссёр Л. М. Прозоровский, 1927, Малый театр); «Мстислав Удалой» Прута — 1932, (режиссёры Костромской и Б. И. Никольский, Малый театр), Малый театр); «Последняя бабушка из Семигорья» Евдокимова (режиссёры Костромской и Никольский, 1934, Малый театр); «На всякого мудреца довольно простоты» — постановка Садовского, 1935, Малый театр; «Бронепоезд 14-69» Всеволода Иванова, режиссёр Волков, 1936, Малый театр; «Дети Ванюшина» Найдёнова, 1938, Малый театр; «Кремлёвские куранты» (1940, Казанский театр), «Бесприданница» (1947, Омский театр).